# Gerwin von Hameln

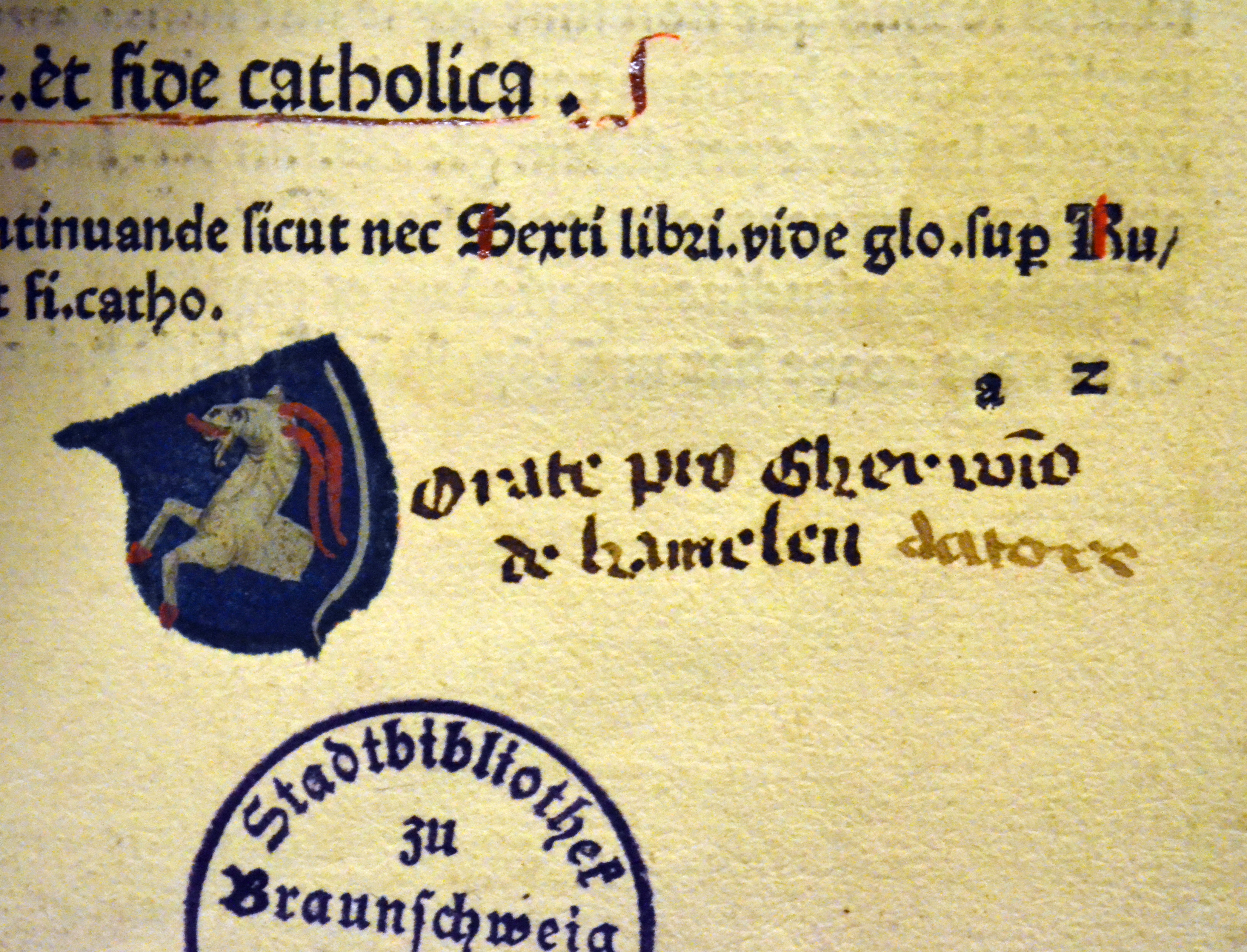
Inkunabel aus der Bibliothek Gerwins: Gebetsbitte „Orate pro Gherwino de hamelen datore“ (Betet für Gerwin von Hameln, den Schenker), Familienwappen und Stempel der Stadtbibliothek Braunschweig, in der sich das Werk heute befindet.

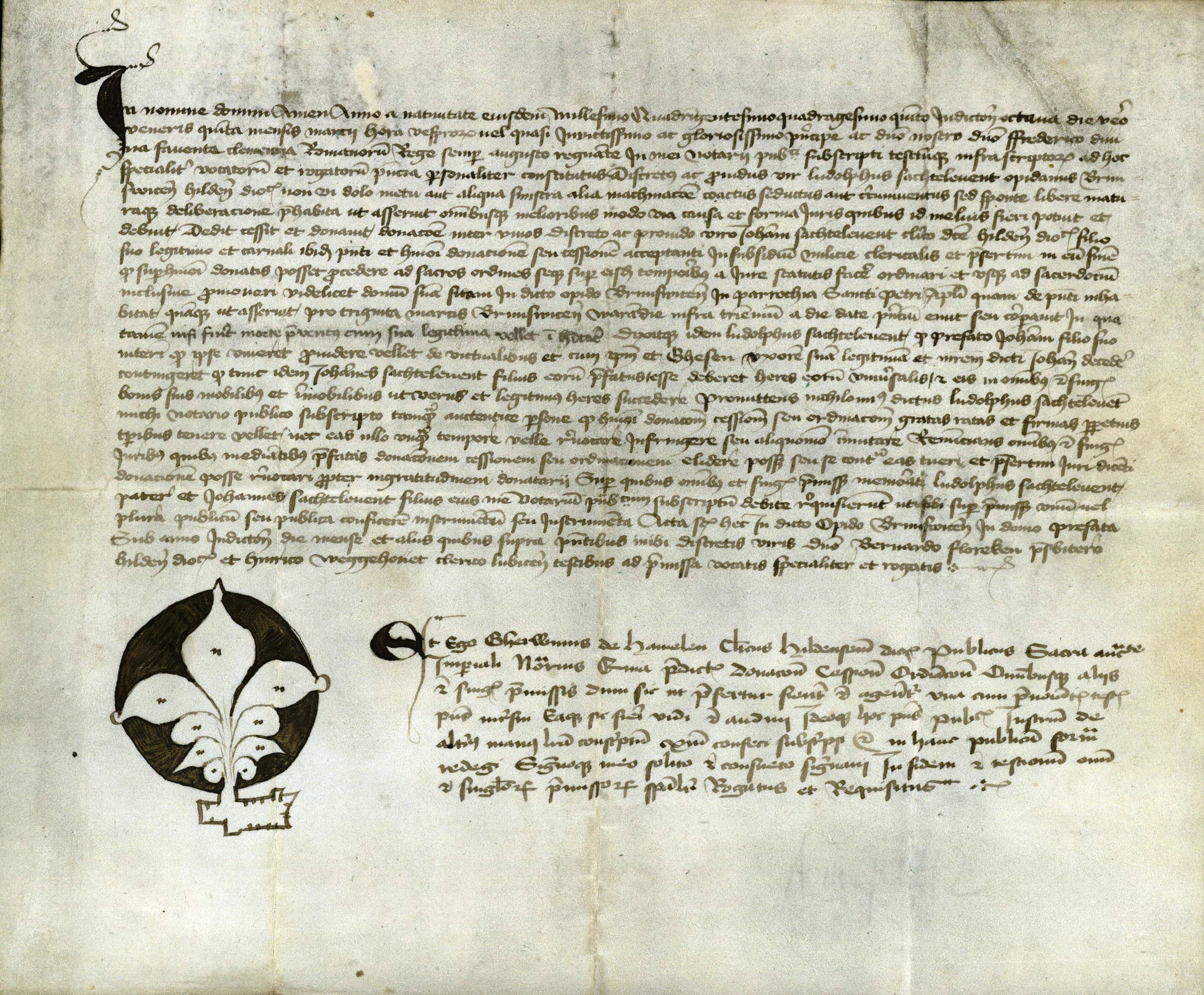
Notariatsinstrument Gerwins von Hameln vom 5. März 1445 mit seinem Notariatssignet.

Gerwin von Hameln (auch Gerwin van Hameln genannt; * um 1415 in Braunschweig; † 1496 ebenda) war ein deutscher Kleriker, Stadtschreiber und Büchersammler in Braunschweig.

## Leben
Gerwin von Hameln entstammte einer wohlhabenden Braunschweiger Handwerkerfamilie. 1433 begann er ein Theologie-Studium in Leipzig, beendete es aber ohne akademischen Grad. 1438 wurde er Stadtschreiber des Braunschweiger Gemeinen Rates. Er war damit der höchste Beamte der Stadt und bekleidete diese Position über 50 Jahre. 1441 war er darüber hinaus als kaiserlicher Notar in der Stadt bevollmächtigt Urkunden mit öffentlicher Rechtsgeltung auszustellen, gleichzeitig war er clericus Hildeshemensis diocesis. Um seine große Arbeitsleistung für die Stadt zu honorieren, erhielt Gerwin von Hameln bereits ab 1442 eine vom Rat bewilligte jährliche Leibrente zugesprochen. 1445 wurde er Rektor (Priester am Hochaltar) der Heilig-Geist-Kapelle, die sich im Westen der Stadt, außerhalb der Mauern beim Hohen Tor befand. Dieses Amt hatte er bis 1495 inne.

## Privatbibliothek
Seine finanzielle Unabhängigkeit erlaubte es ihm, im Laufe der Jahrzehnte eine große Büchersammlung zusammenzutragen, die heute als eine der bedeutendsten deutschen Privatbibliotheken des 15. Jahrhunderts gilt. Die 336 Handschriften und sonstigen Werke (überwiegend scholastischen, theologischen und juristischen Inhalts) vermachte Gerwin von Hameln per Testament vom 23. September 1495, der Liberei, der Bibliothek der Andreaskirche in der Braunschweiger Neustadt, wo er sein Wohnhaus hatte.

### Vermächtnis

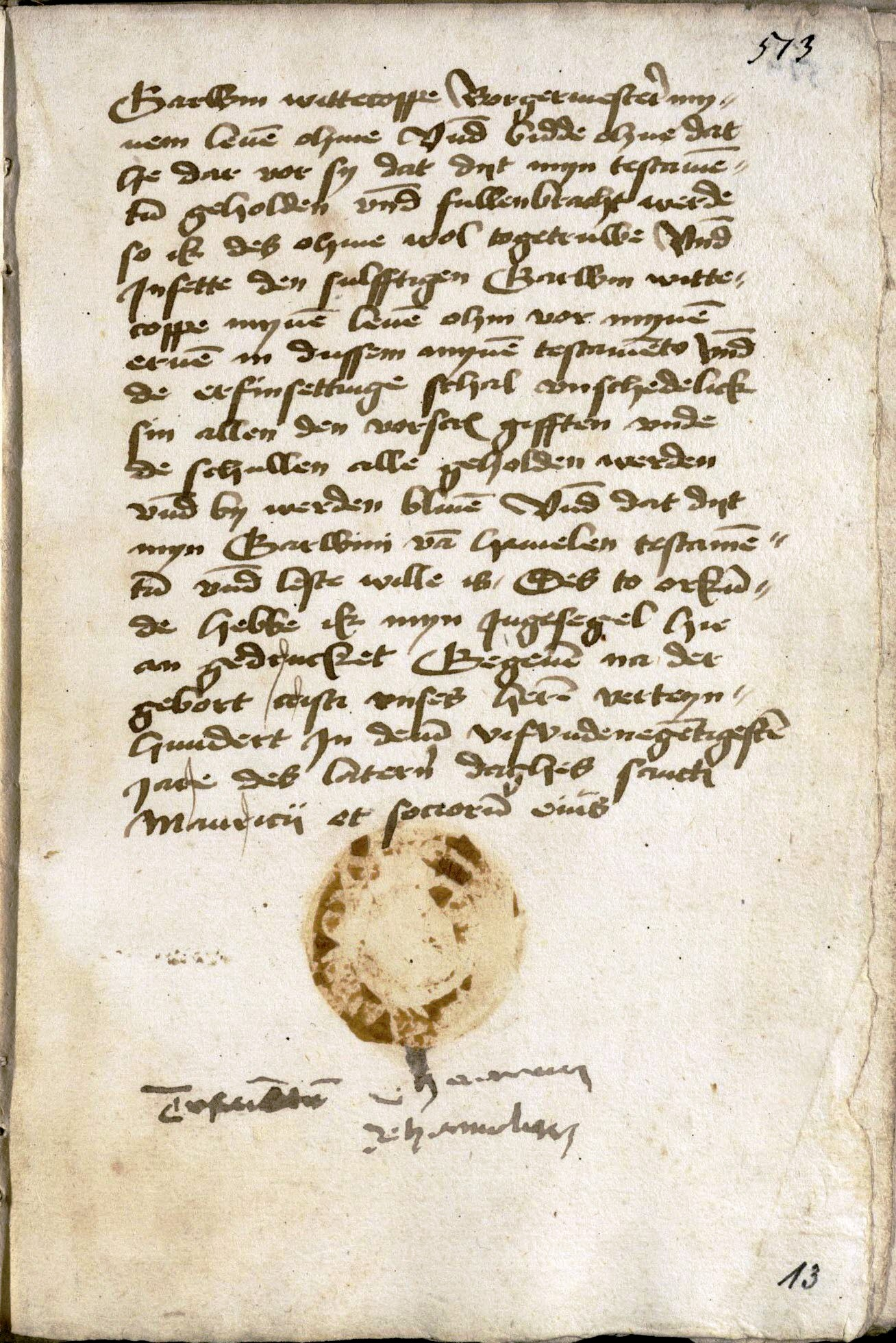
Letzte Seite aus dem Testament Gerwins von Hameln vom 23. September 1495.

Das eigenhändig geschriebene Testament enthält Hinweise über den Verfasser selbst und seine Tätigkeit, „… so ick boven vofftig Jahr dem Ersamen Rade tho Brunschwigk vor ohren Secretarium gedenet hebbe“, sowie den Hinweis, dass er seine 336 Bücher als „ewigen Besitz“ seiner „liberie to sunte Andrease“ schenke. Die Bücher, vom Eigentümer sämtlich mit Familiennamen und -wappen sowie dem Satz Orate pro Gherwino de Hamelen datore („Betet für Gerwin von Hameln, den Schenker“) gekennzeichnet, befanden sich bei der Abfassung des letzten Willens bereits seit geraumer Zeit in der Liberei. Mit der Schenkung war die Auflage verbunden, dass keines der Bücher jemals außerhalb der Stadt verliehen werden dürfe und auch Ausleihen innerhalb der Stadt nur unter strengen Auflagen zu genehmigen seien. Eine Ausnahme davon machte er dabei ausdrücklich bzgl. Angehöriger seiner Familie. Diese durften maximal zwei Bände bis zu einem Vierteljahr ausleihen. Diese Ausnahmeregelung wurde von seinen Nachkommen in späteren Jahren als eine Art Freibrief oder zumindest Besitzmerkmal bzgl. der Bibliothek verstanden, was schließlich zu ihrem Niedergang führte.
Des Weiteren verfügte Gerwin von Hameln, dass die gesamte Bibliothek der Öffentlichkeit zugänglich gemacht werde. Unter „Öffentlichkeit“ verstand er dabei neben der Geistlichkeit auch weltliche Personen, wie die Mitglieder des Rates sowie Doctores, Licentiaten, Sindici, Prothonotarii et Secretarii.
Zusammen mit den dort bereits seit dem 14. Jahrhundert vorhandenen und vor allem durch Johann Ember Anfang des 15. Jahrhunderts stark erweiterten Buchbeständen genoss diese Bibliothek in der Liberei bis Ende des 17. Jahrhunderts ein überregional großes Ansehen und war Anziehungspunkt für viele Gelehrte. Die Schenkung Gerwin von Hamelns stellt gleichzeitig Höhe- wie Wendepunkt der Geschichte der Bibliothek von St. Andreas dar. Nachdem die Bibliothek aufgrund von Streitigkeiten allmählich auseinandergerissen wurde, wurden auch die Bücher Gerwin von Hamelns in alle Himmelsrichtungen verstreut. Bis heute gelang es jedoch, über 40 % der ursprünglichen Bestände in anderen Bibliotheken wieder ausfindig zu machen, so unter anderem in der Stadtbibliothek Braunschweig und der Herzog August Bibliothek in Wolfenbüttel.